# Downhill (film, 2020)
Pour plus de détails, voir Fiche technique et Distribution.
Downhill est une comédie dramatique américaine co-écrite et réalisée par Nat Faxon et Jim Rash, sorti en 2020.
Il s'agit d'un remake du film Snow Therapy de Ruben Östlund sorti en 2014.

## Synopsis
Un père de famille fuit une avalanche, laissant sa femme et ses enfants derrière lui. Néanmoins, celle-ci fait plus de peur que de mal et le père doit faire face aux conséquences de sa fuite.

## Fiche technique
- Titre : Downhill
- Réalisation : Nat Faxon et Jim Rash
- Scénario : Jesse Armstrong, Nat Faxon et Jim Rash, d'après le film suédois Snow Therapy de Ruben Östlund
- Photographie : Danny Cohen
- Montage : Pamela Martin et David Rennie
- Musique : Volker Bertelmann
- Production : Stefanie Azpiazu, Anthony Bregman, Julia Louis-Dreyfus et Wolfgang Ramml
- Sociétés de production : Likely Story, Searchlight Pictures et TSG Entertainment
- Société de distribution : Searchlight Pictures
- Pays de production :  États-Unis
- Langue originale : anglais
- Format : couleur — 2.39:1
- Genre : comédie noire
- Durée : 86 minutes
- Dates de sortie : 
  - États-Unis : 14 février 2020
  - France : 18 novembre 2020 (sur Disney+)

## Distribution
- Julia Louis-Dreyfus : Billie
- Will Ferrell : Pete
- Zach Woods : Zach
- Zoë Chao : Rosie
- Miranda Otto : Charlotte
- Giulio Berruti : Guglielmo
- Julian Grey : Finn
- Ammon Jacob Ford : Emerson
- Kristofer Hivju : Michel
- Alex MacQueen : Charlie

## Accueil
Le film a reçu un accueil mitigé de la critique. Il obtient un score moyen de 49 % sur Metacritic.